# Poa koksuensis
Poa koksuensis är en gräsart som beskrevs av Vitaliǐ Petrovich Goloskokov. Poa koksuensis ingår i släktet gröen, och familjen gräs. Inga underarter finns listade i Catalogue of Life.